# ليلي تشان
ليلي تشان (بالصينية: 陳潔麗) هي مغنية صينية، ولدت في 21 أبريل 1983 في منطقة شوند ‏ في الصين.

## وصلات خارجية
- ليلي تشان على موقع ميوزك برينز (الإنجليزية)
- ليلي تشان على موقع ديسكوغز (الإنجليزية)